# 赛典赤·乌马儿
赛典赤·乌马儿，回回人，云南行省納速剌丁的次子，元朝的大臣。
乌马儿官至福建行省平章政事。他在泉州、兴化兴办学校，为学校购学田，在当地修建了六座桥梁：金鸡、南台、相额、营头、下辇、金溪。把兴化、莆田、国清等县夫人海塘拨给贫民，改为田地耕种。元英宗至治元年（1321年），改任江浙行省平章政事，兼任江淮等处财赋都总管府事。同年有灾荒，他将财赋都总管府的十万石大米以低价卖给饥民，另购粮五百石赈济，运五十八万石米于京帅，以解灾荒。建江淮财赋府。半年内，财赋收入比往年增加三十三万锭，他到大都朝觐，太皇太后亲自慰劳．赐给他锦袄。他在任上去世。